# Eirik Wichne
Eirik Wichne (Oslo, 1997. május 12. –) norvég labdarúgó, a Sarpsborg 08 jobbhátvédje.

## Pályafutása
Wichne a norvég fővárosban, Osloban született. Az ifjúsági pályafutását a mandali székhelyű Mandalskameratene akadémiájánál kezdte.
2013-ban mutatkozott be a Mandalskameratene negyedosztályban szereplő felnőtt csapatában. 2015 januárjában az Eliteserienben érdekelt Starthoz igazolt. Először a 2016. március 13-ai, Lillestrøm elleni mérkőzésen lépett pályára. Első gólját 2019. október 5-én, a Jerv ellen 7–1-re megnyert találkozón szerezte.
2021. január 15-én három éves szerződést kötött a Sarpsborg 08 együttesével. Május 16-án, a Haugesund elleni mérkőzésen debütált. Első gólját november 28-án, a Mjøndalen ellen 3–1-re megnyert találkozón szerezte. 2022. március 13-án, az Åsane ellen 5–0-ra megnyert kupamérkőzésen Wichne is betalált egyszer a hálóba, így hozzájárulva a klub negyeddöntőbe való bejutásában.

## Családja
Három testvére van, Amund, Torje és Idar, akik szintén labdarúgók. Az előbbi kettő a Jerv csapatát erősíti.

## Statisztikák
2022. szeptember 18. szerint
| Klub         | Szezon   | Osztály     | Bajnokság | Bajnokság | Kupa  | Kupa | Nemzetközi | Nemzetközi | Összesen | Összesen |
| Klub         | Szezon   | Osztály     | Meccs     | Gól       | Meccs | Gól  | Meccs      | Gól        | Meccs    | Gól      |
| ------------ | -------- | ----------- | --------- | --------- | ----- | ---- | ---------- | ---------- | -------- | -------- |
| Start        | 2016     | Tippeligaen | 20        | 0         | 1     | 1    | —          | —          | 21       | 1        |
| Start        | 2017     | OBOS-ligaen | 27        | 0         | 0     | 0    | —          | —          | 27       | 0        |
| Start        | 2018     | Eliteserien | 23        | 0         | 5     | 0    | —          | —          | 28       | 0        |
| Start        | 2019     | OBOS-ligaen | 31        | 2         | 1     | 0    | —          | —          | 32       | 2        |
| Start        | 2020     | Eliteserien | 29        | 0         | —     | —    | —          | —          | 29       | 0        |
| Start        | Összesen | Összesen    | 130       | 2         | 7     | 1    | 0          | 0          | 137      | 3        |
| Sarpsborg 08 | 2021     | Eliteserien | 27        | 1         | 2     | 0    | —          | —          | 29       | 1        |
| Sarpsborg 08 | 2022     | Eliteserien | 18        | 0         | 2     | 1    | —          | —          | 20       | 1        |
| Sarpsborg 08 | Összesen | Összesen    | 45        | 1         | 4     | 1    | 0          | 0          | 49       | 2        |
| Összesen     | Összesen | Összesen    | 175       | 3         | 11    | 2    | 0          | 0          | 186      | 5        |

## Fordítás
Ez a szócikk részben vagy egészben  az   Eirik Wichne című angol Wikipédia-szócikk fordításán alapul.  Az eredeti cikk szerkesztőit annak laptörténete sorolja fel. Ez a jelzés csupán a megfogalmazás eredetét és a szerzői jogokat jelzi, nem szolgál a cikkben szereplő információk forrásmegjelöléseként.